# Norröra
Norröra est une île de l'archipel de Stockholm  en Suède,,.

## Présentation
Norröra est une île de la commune de Norrtälje qui est devenue célèbre dans les années 1960 grâce aux film Les Enfants de l'archipel d'Astrid Lindgren.
L'île est peuplée toute l'année et quelques familles y resident aujourd'hui.
Au début du XXème siècle, 16 familles soiet une cinquantaine de personnes) vivaient sur l'île.

## Histoire
Au XIVème siècle, Norröra, avec plusieurs autres îles de Roslagen, appartenait au domaine Penningby.
Les premiers habitants venaient probablement des pays baltes.
Le vieux village était à l'origine situé au nord de la zone d'habitation actuelle, près du Norrviken.
Après l'incendie du village par les Russes en 1719, le village fut reconstruit à son emplacement actuel,.
Cependant, plusieurs des plus anciennes maisons de Norröra ont été apportées de Svartlöga.
La Snickargård (Cour du menuisier) de Saltkråkan a été apportée de Svartlöga au début du XIXème siècle.
Dans le village il y a aussi une cabane de batelier du XIXème siècle et une maison de mission construite en 1906-1908.

## Accès
Depuis avril 2006, l'île est desservie quotidiennement toute l'année par Waxholmsbolaget.
En été, Blidösundsbolaget dessert également l'île.

## Galerie

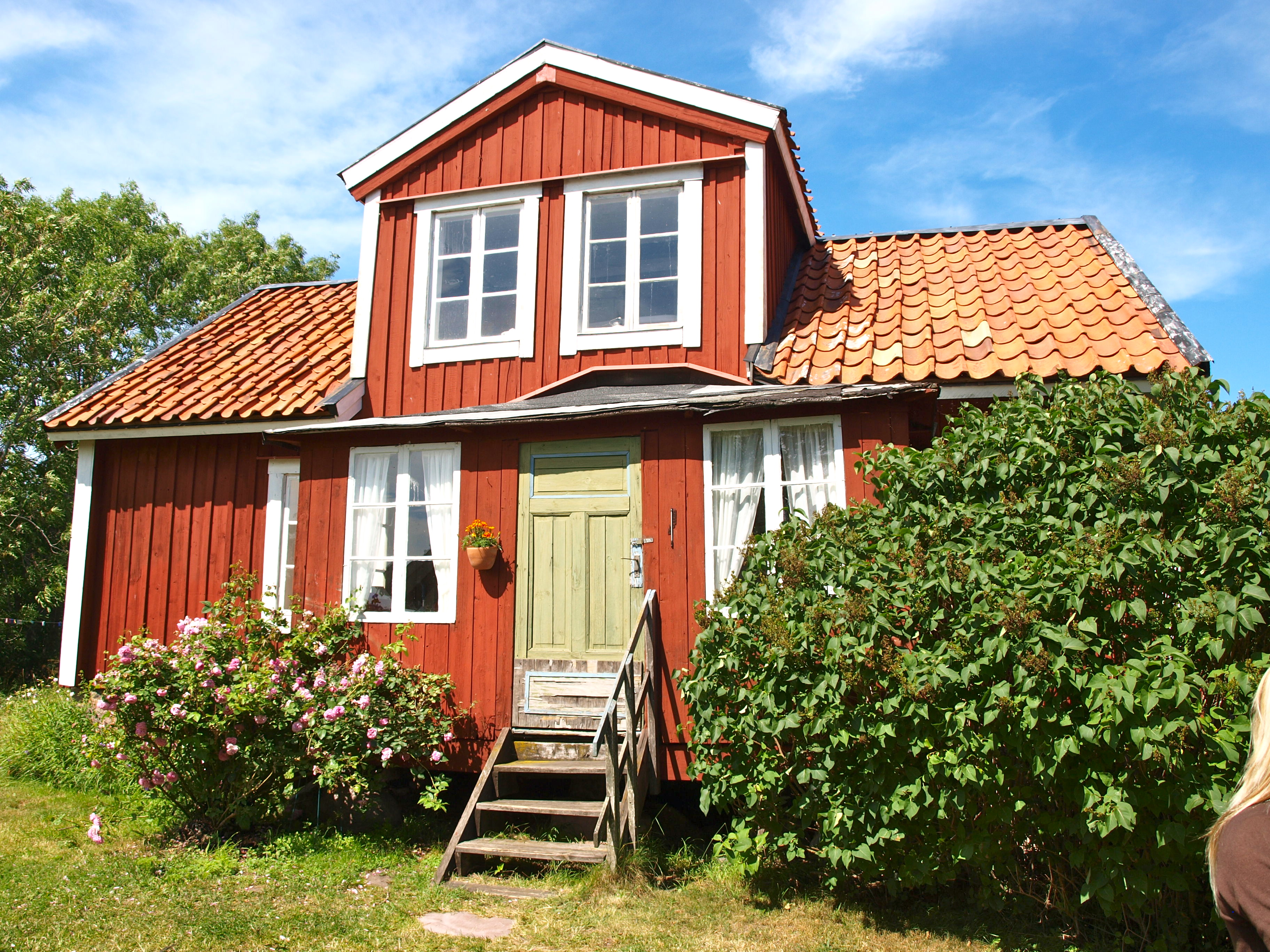
La Snickargård.
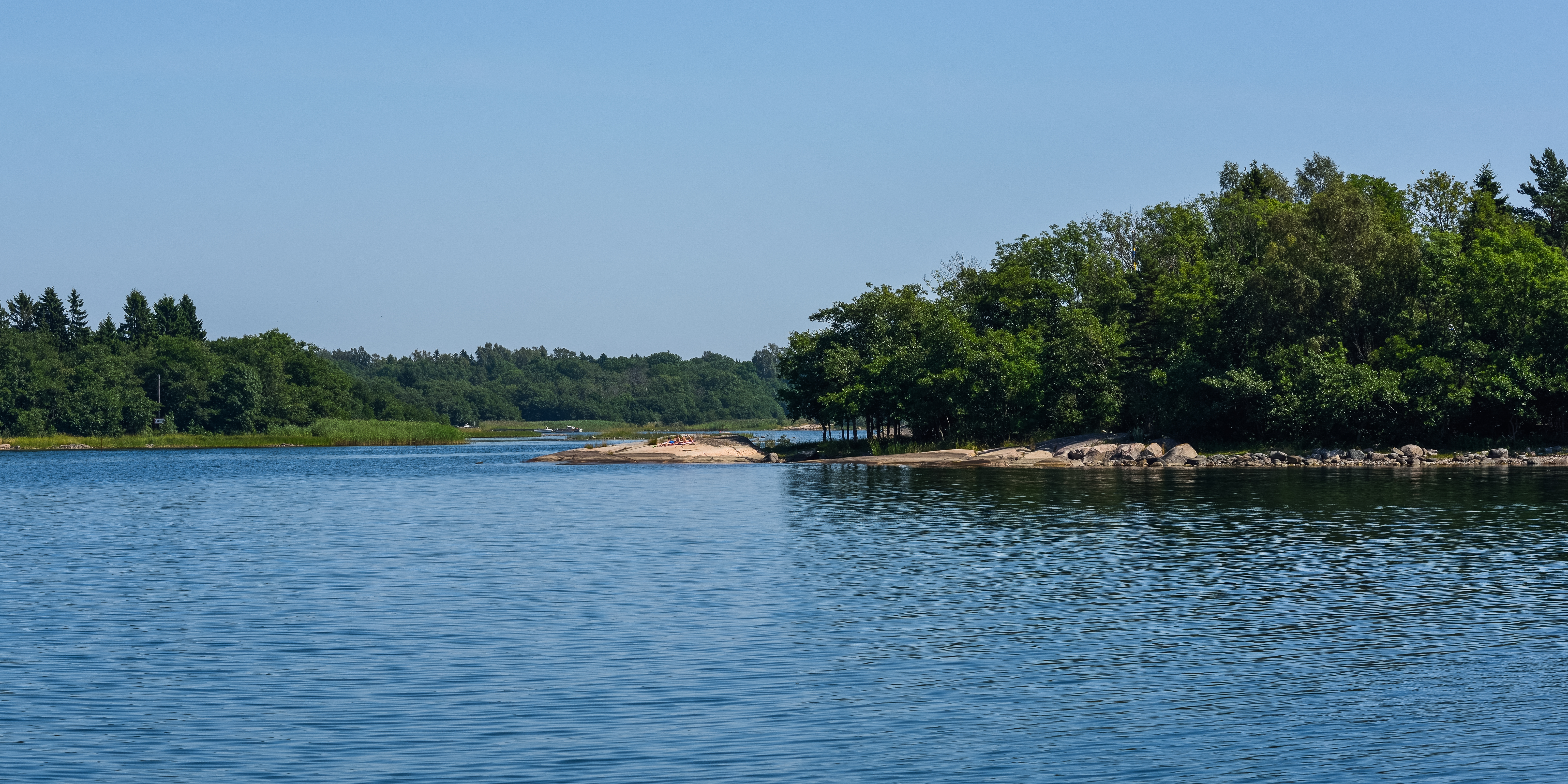
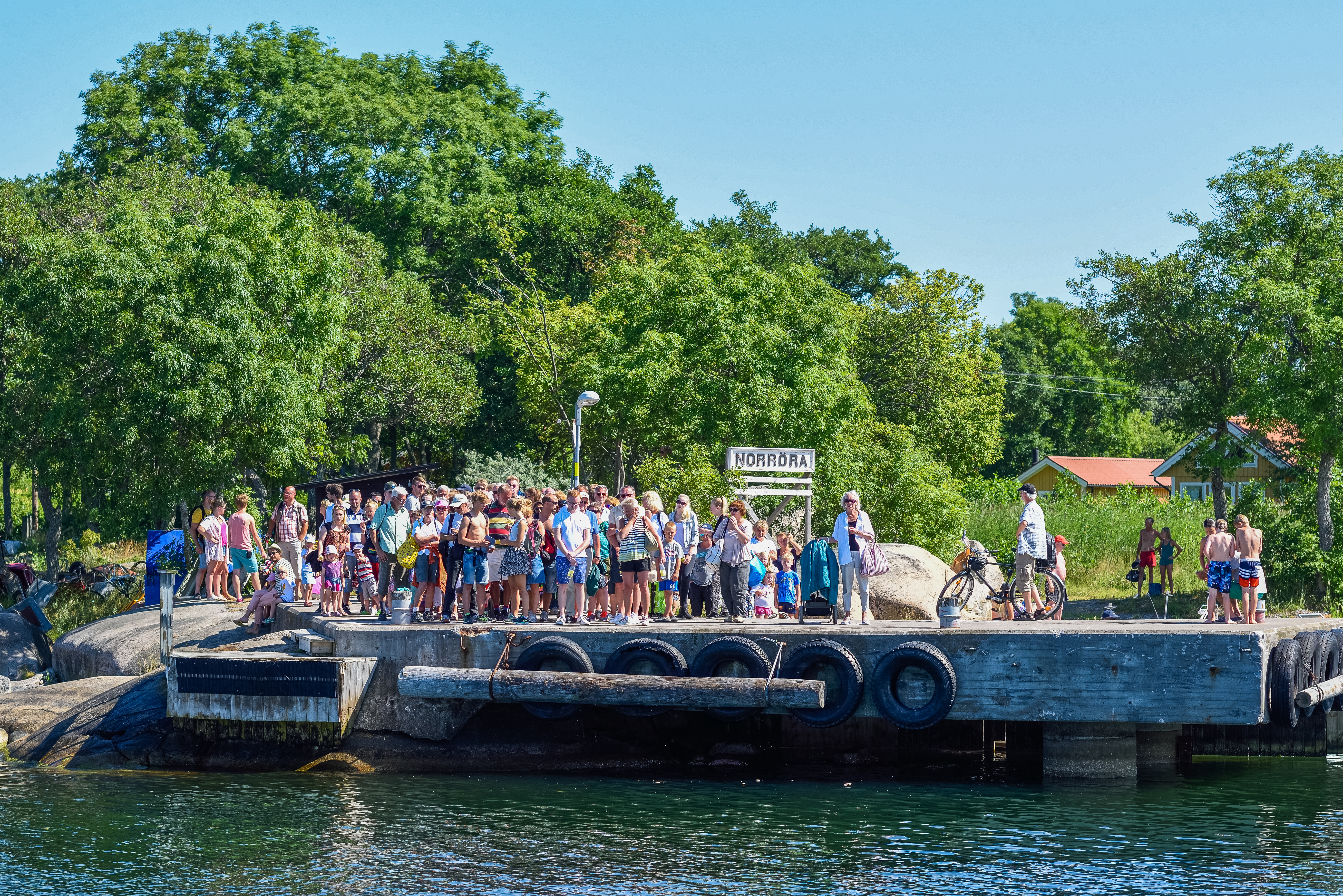